# Starrcade (1997)
Starrcade (1997) fue la decimoquinta edición de Starrcade, un evento de pago por visión producido por la World Championship Wrestling (WCW). Tuvo lugar el 28 de diciembre de 1997 desde el MCI Center en Washington D. C..

## Resultados
- Eddy Guerrero derrotó a Dean Malenko reteniendo el Campeonato Peso Crucero de la WCW (14:56)
  - Guerrero cubrió a Malenko después de un "Frog Splash".
- Scott Norton, Vincent y Randy Savage (con Miss Elizabeth) derrotaron a The Steiner Brothers (Rick y Scott) y Ray Traylor (con Ted DiBiase) (11:05)
  - Savage cubrió a Scott después de un "Diving Elbow Drop".
- Bill Goldberg derrotó a Steve McMichael (05:58)
  - Goldberg cubrió a McMichael después de un "Jackhammer".
- Saturn (con Raven) derrotó a Chris Benoit en un Raven's Rules match (10:50)
  - Saturn cubrió a Benoit después de un "Rings of Saturn".
- Buff Bagwell derrotó a Lex Luger (16:36)
  - Bagwell cubrió a Luger después de golpearle con un objeto.
- Diamond Dallas Page derrotó a Curt Hennig ganando el Campeonato Peso Pesado de los Estados Unidos (10:51)
  - Page cubrió a Hennig después de un "Diamond Cutter".
- Larry Zbyszko derrotó a Eric Bischoff (con Scott Hall) por descalificación (con Bret Hart como special guest referee) (11:11)
  - Bischoff fue descalificado después de golpear a Zbyszko con una placa de acero.
- Sting derrotó a Hollywood Hogan ganando el Campeonato Mundial Peso Pesado de la WCW (12:53)
  - Sting forzó a Hogan a rendirse con un "Scorpion Deathlock".
  - Originalmente, Hogan había ganado, pero Bret Hart no dejó que sonaran la campana, siguiendo el combate.
  - Después de la lucha todo el roster celebró junto a Sting.